# Syrena (mitologia)

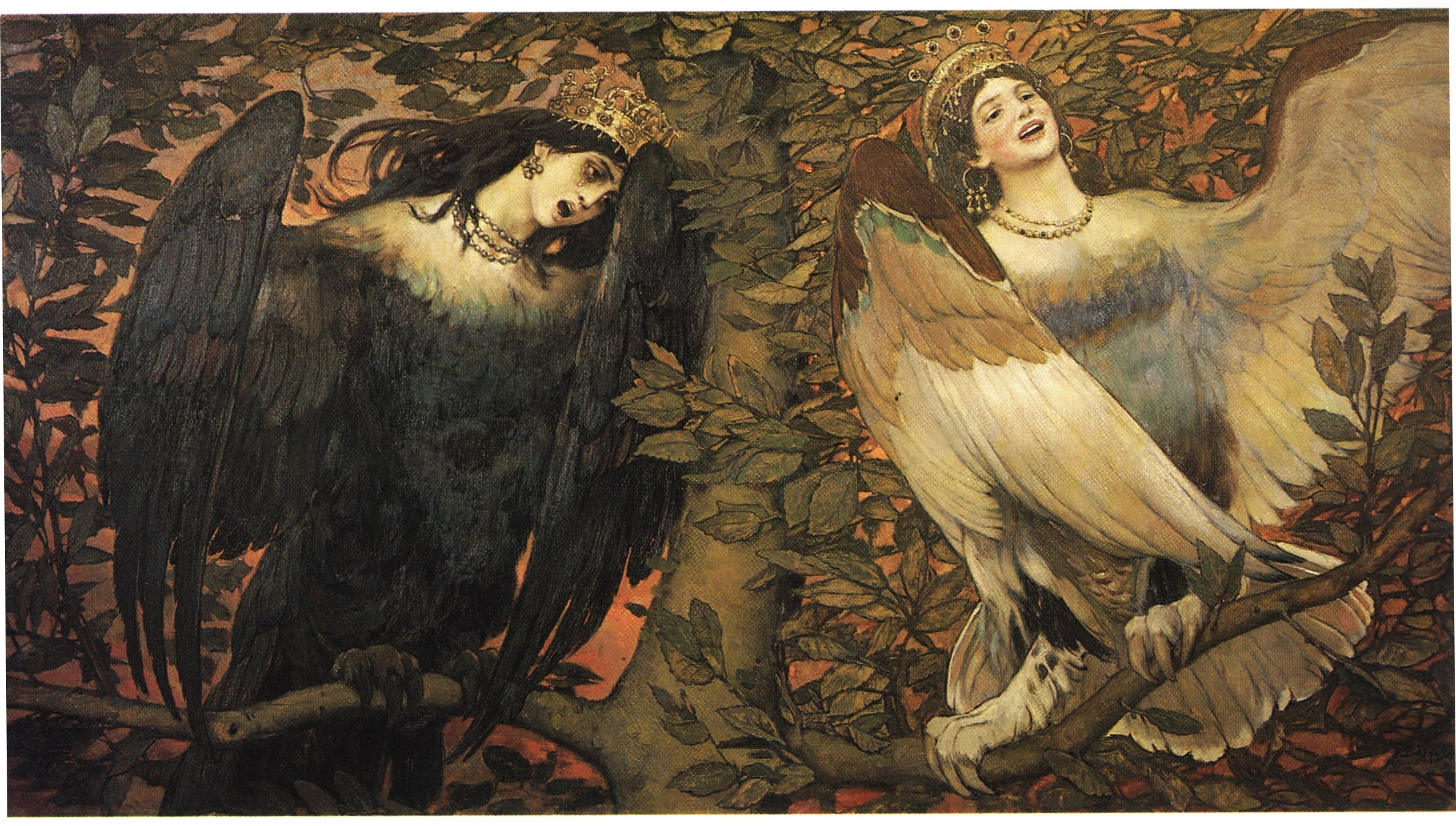
Wiktor Wasniecow – „Sirin i Alkonost. Ptaki radości i rozpaczy” (1896).

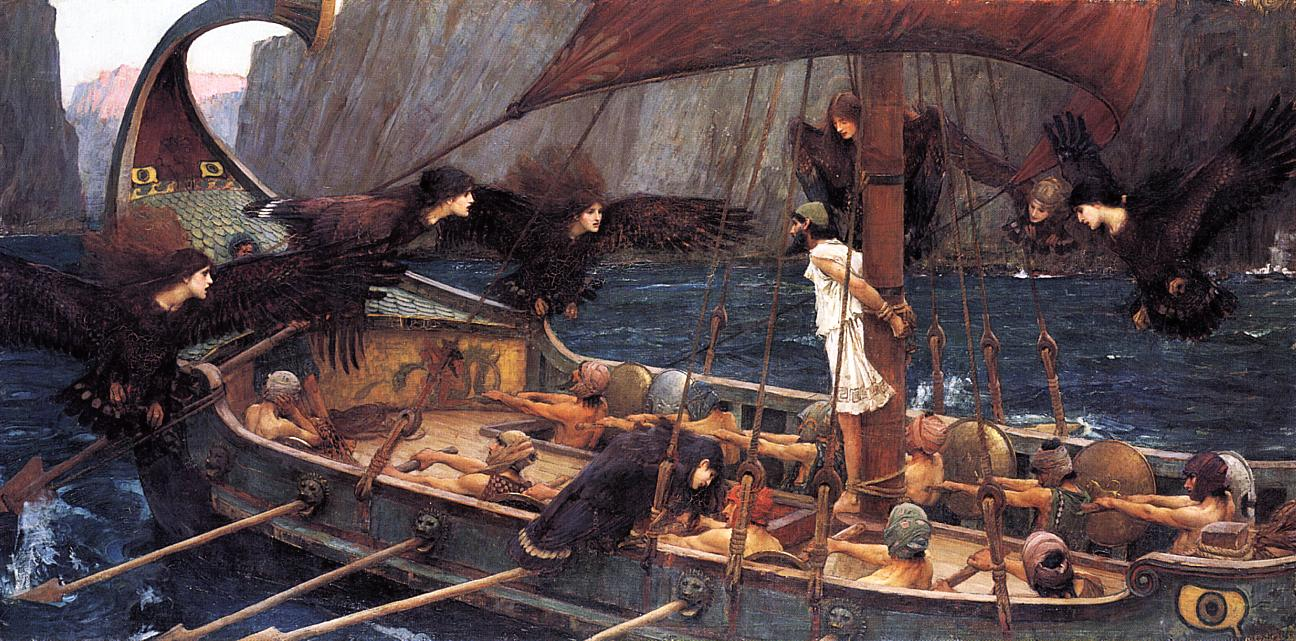
John William Waterhouse – „Ulisses i syreny” (1891).

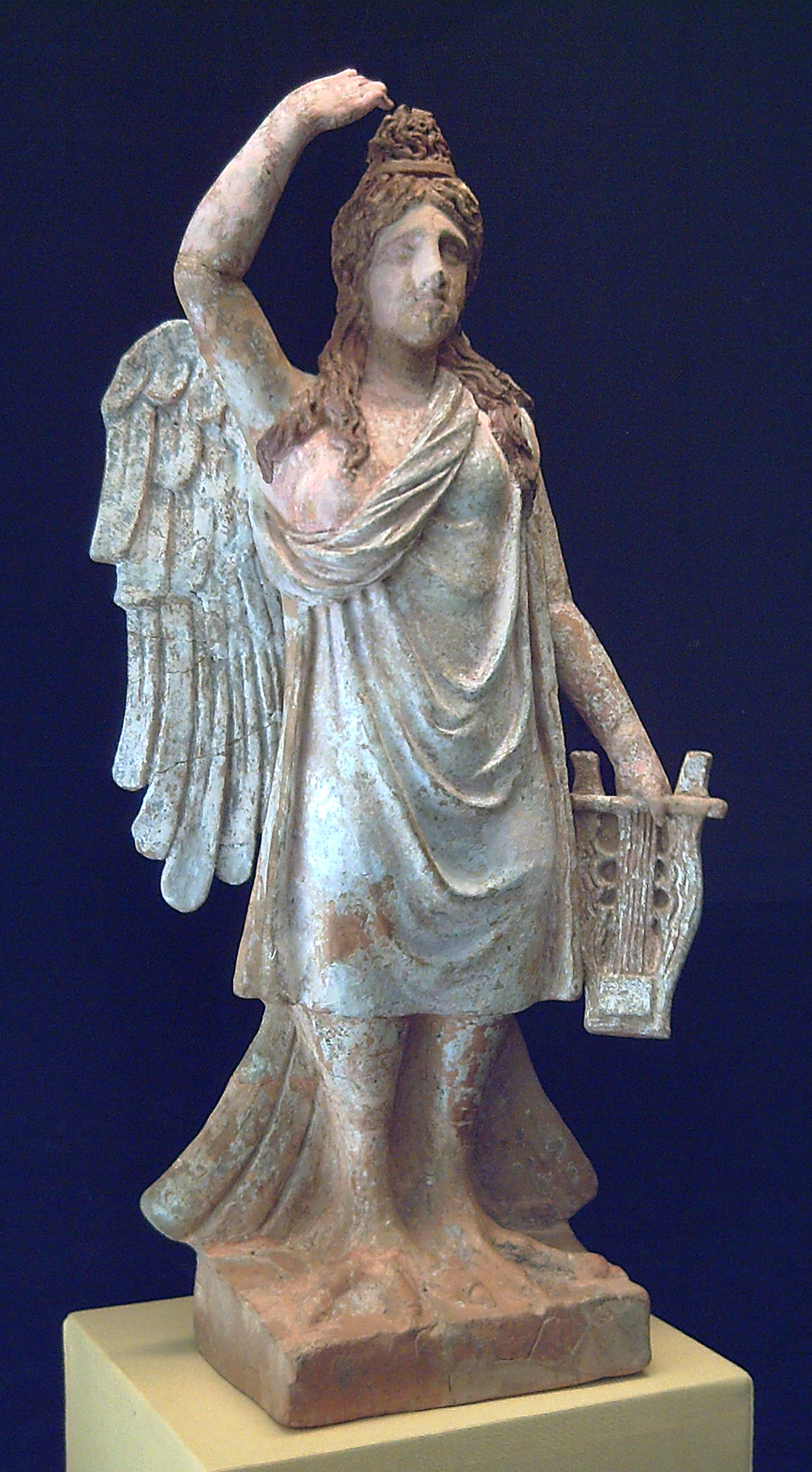
Syrena z Canosy (ok. 340-300 p.n.e.)

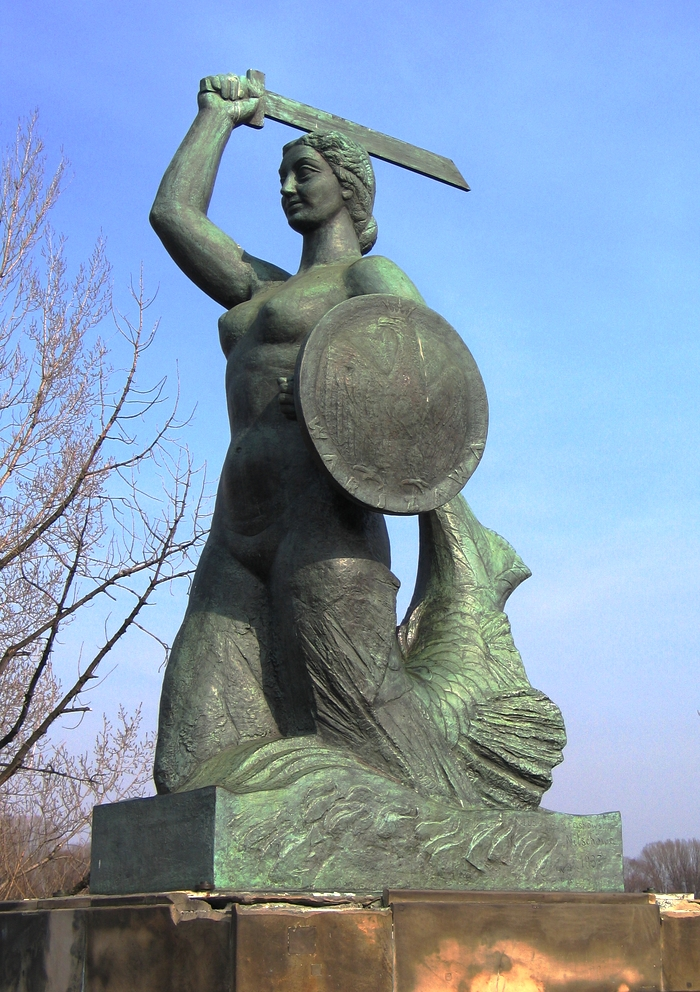
Syrenka w Warszawie

Syrena (gr. Σειρήν Seirḗn, l.mn. Σειρῆνες Seirē̂nes, łac. Siren, l.mn. Sirenes) – w mitologii greckiej to niebezpieczne i przebiegłe stworzenia femme fatale wyobrażane jako pół kobieta, pół ptak. Później, podobnie jak w mitologii rzymskiej, nimfa morska wyobrażana jako ryba z głową kobiety lub pod postacią pół kobiety, pół ryby.
Te dwa różne wyobrażenia syren wywołują czasem nieporozumienia, chociaż są one tożsame. W niektórych językach (polskim, francuskim, hiszpańskim, portugalskim lub rumuńskim) i tłumaczeniach „syrena” oznacza istotę związaną z wodą. W innych językach z reguły oznacza pół kobietę, pół ptaka, np. ros. сирена (zob. także syrin), ang. siren, szw. sirene – w odróżnieniu od istot związanych z wodą: ros. rusałka, ang. mermaid lub szw. sjöjungfru.

## Syreny w literaturze

### Odyseja

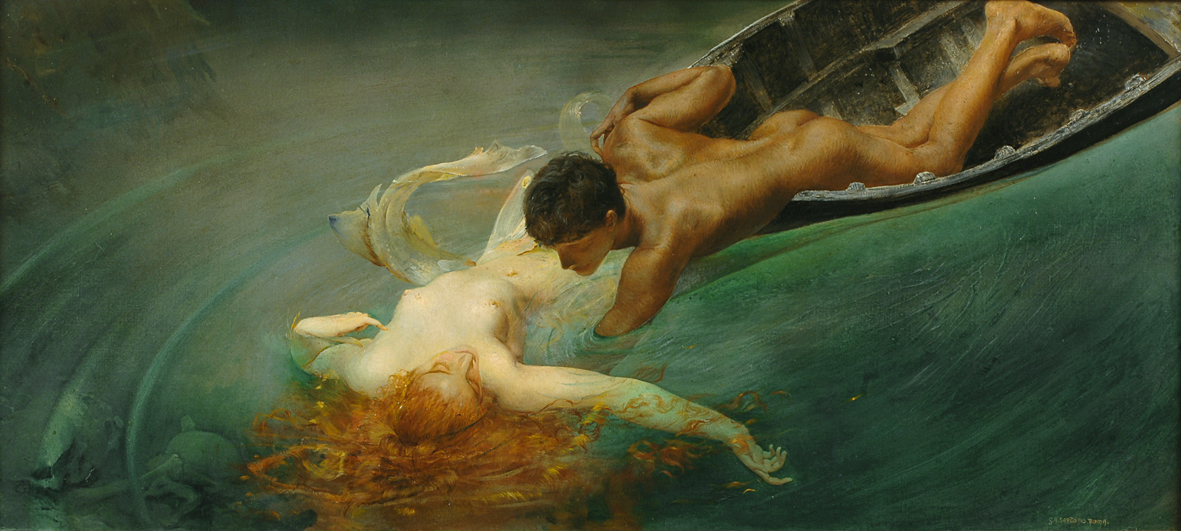
Syrena i rybak, dzieło słynnego włoskiego malarza Giulio Aristide Sartorio.

Syreny mieszkały na wyspie znajdującej się między wyspą Kirke a Skyllą i Charybdą. Siedziały na łące i śpiewały. Na wybrzeżu znajdowało się mnóstwo kości tych, którzy usłyszeli ich śpiew i wyszli na ląd. Odyseusz, przepływając statkiem w ich pobliżu, za radą Kirke kazał przywiązać się do masztu po wcześniejszym zalepieniu uszu woskiem swoim towarzyszom. Chciał usłyszeć ich śpiew i przeżyć. Wydał bezwzględny rozkaz, aby go nie rozwiązano, mimo błagań. Gdy jego statek szczęśliwie minął wyspę, zrozpaczone syreny rzuciły się w morskie odmęty.

### Inne podania
Syreny zamieszkiwały małe wyspy na Morzu Śródziemnym (w pobliżu jońskiego miasta Fokaja), skąd wabiły urzekającym śpiewem żeglarzy i zabijały ich. Wedle Pauzaniasza straciły swe pióra w konkursie śpiewaczym z muzami, który przegrały. Muzy zaś uczyniły sobie z nich korony. Apollodorus podaje, iż były dziećmi Syreny, córki Melpomeny i boga rzeki Achelousa. Nosić miały imiona Pisinoe, Agalope i Thelxiepia. Pierwsza z nich grała na lirze, druga śpiewała, trzecia zaś przygrywała na flecie. Wedle greckiego Fizjologa, autorstwo którego pozostaje nieznane, były to bestie wodne, pół ryby, pół kobiety, wesołe w burze i sztormy, smutne zaś w czas ładnej pogody. Pięknymi pieśniami wabiły marynarzy i sprowadzały ich statki na mieliznę, następnie zaś je okradały, a ludzi pożerały. Pliniusz Starszy opisuje syreny również jako pół ryby, pół ludzi, których ciało jest jednak całe pokryte włosami. Męskie istoty, większe niż żeńskie, zwane były trytonami i często ponoć zatapiały statki, siadając w dużej ilości na jednej z burt, aż statek się przechylił.
Inne wersje mówią, że były to córki Zeusa, które towarzyszyły zmarłym w drodze do Hadesu. Troszczyły się o ich dusze i opłakiwały je, dlatego ich wizerunki umieszczano na nagrobkach.
Według innych podań mieszkały w niebie. Niebiańskie syreny były spokrewnione z muzami. Śpiewały i grały na instrumentach.
Jeszcze inne mity podają, że były córkami Forkosa i Keto albo Acheloosa. Homer wymienił dwie syreny; później pisano, że były trzy:
- Partenope
- Ligea
- Leukozja

Inne wersje wymieniają ich jeszcze więcej.
Orfeusz uratował Argonautów, zagłuszając śpiew nimf własną pieśnią i grą na lirze. Syreny rzuciły się do morza i zamieniły w rafy.

## Syreny w kulturze

### Heraldyka
Syrena z rybim ogonem występuje także w herbach miast i regionów, m.in. miasta Warszawy, holenderskiej gminy Eemsmond i fińskiego regionu Päijänne Tavastia. W Polsce poza Warszawą syrenę z rybim ogonem mają w herbach miasta Białobrzegi i Ustka.
Syrena w herbie Warszawy była przedstawiana jako skrzydlaty potwór w ciele mężczyzny o nogach byka i lwim ogonie, uzbrojonego w tarczę i miecz. W połowie XVI w. syrence nadano kobiece cechy, ale nadal była potworem ze skrzydłami smoka, szponami, ogonem i udami pokrytymi łuskami. W połowie XVIII w. wpływy klasycystyczne spowodowały zastąpienie potwora postacią półnagiej kobiety z bułatem i tarczą w rękach oraz zwiniętym rybim ogonem zamiast nóg. W obecnej formie godło stolicy zostało zatwierdzone w 1938 r.

### Literatura
Horacy wspomina o syrenach w dziele Sztuka poetycka:

...desinit in piscem (mulier formosa superne)... – ...kończy się rybim ogonem (kobieta piękna w górnej połowie ciała...)

Syreną jest też tytułowa bohaterka bajki Mała syrenka napisanej w 1836 r. przez Hansa Christiana Andersena. Po osiągnięciu wieku 15 lat pozwolono jej wypłynąć na powierzchnię. Wówczas zakochała się w księciu, którego zobaczyła w jego kajucie. Uratowała jego życie w czasie sztormu, który zatopił statek. Na jej prośbę czarownica zamieniła jej ogon w ludzkie nogi, ale odebrała jej zdolność mowy. Książę zaprzyjaźnił się z syreną, ale zakochał w księżniczce (przekonany, że właśnie ona uratowała mu życie). Syrenka mogłaby wrócić do poprzedniej postaci, jeśli zabiłaby księcia na łożu małżeńskim, ale ona wolała sama umrzeć.

### Malarstwo
- Arnold Böcklin – „Syreny” (1875).
- Arnold Böcklin – „Zabawa syren” (1886).
- Wiktor Wasniecow – „Syrena i Alkonost. Ptaki radości i smutku” (1896).
- John William Waterhouse – „Syrena” (ok. 1900) i „Syrena” (1901)
- Rene Magritte – „Kolektywny wynalazek” (1934), „Cuda natury” (1953)
- Giulio Aristide Sartorio – „Syrena i rybak” (1893)

### Rzeźba

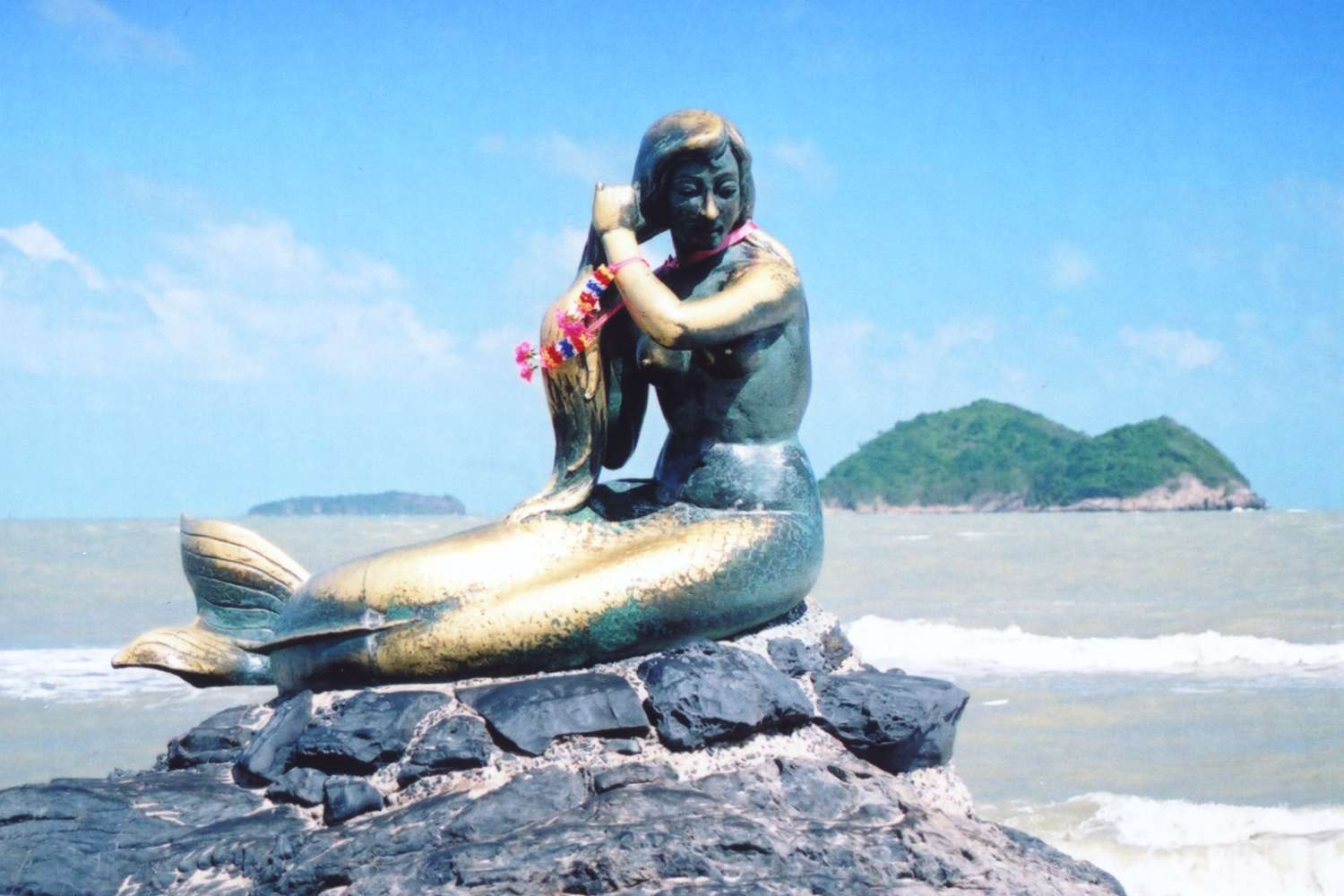
Posąg syreny na plaży Songkhla w Tajlandii

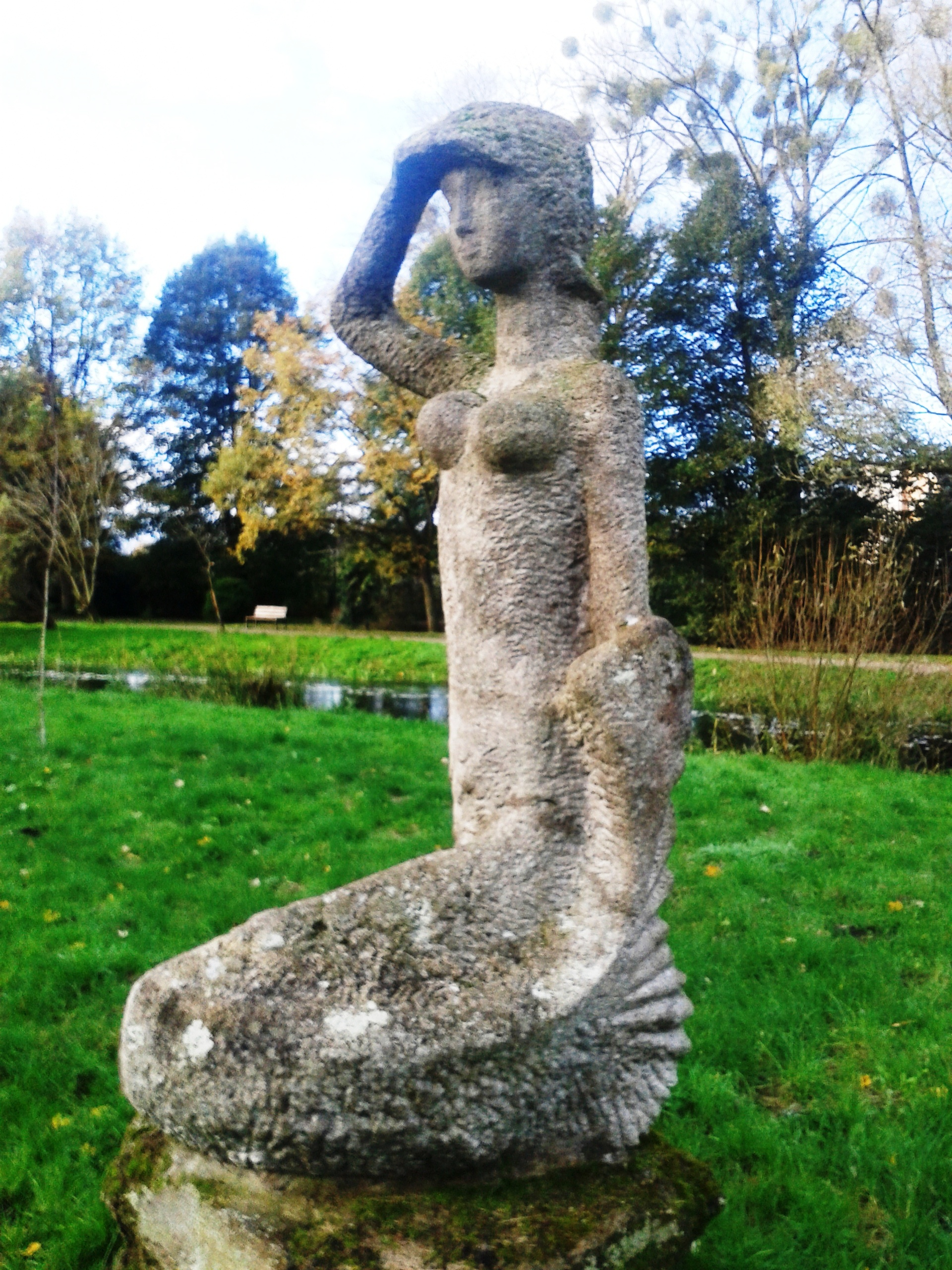
„Syrenka Łobeska”, rzeźba w Łobzie na promenadzie przy rzece Redze (lata 70.). Autorki: Anna Paszkiewicz i Leonia Chmielnik

- Syreny – rzeźba z brązu autorstwa Auguste Rodina powstała z 1884.
- Roy Lichtenstein – „Syrena” (1979)
- Niki de Saint Phalle – syrena z „Fontanny Strawińskiego” w Paryżu (1982 – 1983)

### Muzyka
- Syreny – nokturn na orkiestrę Ca autorstwa Claude’a Debussy’ego
- Syreny – poemat symfoniczny autorstwa Reinholda Gliera skomponowany w 1908 r.
- The Siren – utwór grupy muzycznej Nightwish
- Syreny – utwór z 2014 autorstwa Artura Rojka
- Viridiana – utwór grupy muzycznej Closterkeller, opowiadający o śmierci syreny, której nie udało się zwabić żeglarza
- L'ile des Sirènes – miniatura autorstwa Karola Szymanowskiego z cyklu Metopes

### Filmy i seriale
- Piotruś Pan – film animowany z 1953
- Warszawska syrena – film z 1956 roku
- Syrenka Mako – serial animowany z 1970 roku
- Plusk! – film z 1984 roku
- I znowu plusk – film z 1988 roku
- Mała Syrenka – film animowany z 1989 roku
- Syreny – film z 1990 roku
- Przygody Syrenki – serial animowany z 1991 roku
- Metamorfoza – film z 1999 roku
- Mała Syrenka – serial animowany z 1991 roku
- Sindbad: Legenda siedmiu mórz – film animowany z 2003 roku
- Mermaid’s Forest – serial anime będący adaptacją mangi Mermaid Saga (2003)
- Mermaid Melody Pichi Pichi Pitch – serial anime (2003-2004)
- Klub Winx – serial animowany z 2004 roku
- Harry Potter i Czara Ognia – film z 2005 roku
- Akwamaryna – film z 2006 roku
- H2O – wystarczy kropla – serial TV (2006-2009)
- Jej Wysokość Zosia – serial animowany
- Jake i piraci z Nibylandii
- Barbie i podwodna tajemnica – film animowany z 2010 roku
- Piraci z Karaibów: Na nieznanych wodach – film z 2011 roku
- Syreny z Mako – serial TV z 2014 roku
- Córki dancingu – film z 2015 roku
- Syrena – film z 2016 roku
- Blue my mind – film z 2017 roku
- Siren – serial z 2018 roku
- Mała Syrenka – aktorska wersja animacji Disneya z 1989 roku
- Miss Kraken. Rubby Gillman – film animowany z 2023 roku
- Nasza Tajemnica – książka z 2019 roku (kontynuacja H2O – wystarczy kropla i Syreny z Mako)